# Bakken Bears
El Bakken Bears es un equipo de baloncesto danés que compite en la Ligaen, la primera división del país y en la tercera competición europea, la FIBA European Cup. Tiene su sede en la ciudad de Aarhus. Disputa sus partidos en el Vejlby-Risskov Hallen, con capacidad para 1800 espectadores.

## Historia
Bakken Bears se formó en 1953 bajo el nombre de Aarhus Basketball Forening ( ABF ), a partir de 1962 Skovbakken Basketball. El club ha estado en primera división casi todos los años desde entonces y ganó su primer título en 1958. Desde entonces, el club ha ganado varios títulos nacionales y ahora es el equipo deportivo más ganador en la historia de la ciudad de Aarhus .
Entre los años 2005-2009 Bakken Bears fue una parte de Aarhus Elite A / S, una organización deportiva de élite en Aarhus, que incluye entre otras cosas, AGF Football. En los últimos meses de 2009 un grupo de empresarios locales, patrocinadores y aficionados compraron el equipo .
Cuando Bakken Bears ganó Næstved en el primer partido de las semifinales de la liga en marzo de 2009, 4.816 espectadores vieron el partido en el Aarhus Arena, que estableció un récord para el baloncesto en Dinamarca.

## Resultados en competiciones
| Temporada | División | Liga         | Posición | Play-Offs        | Competición Europea |         |
| --------- | -------- | ------------ | -------- | ---------------- | ------------------- | ------- |
| 2010–11   | 1        | Ligaen       | 2        | Campeones        | -                   |         |
| 2011–12   | 1        | Ligaen       | 1        | Campeones        | -                   |         |
| 2012–13   | 1        | Ligaen       | 2        | Campeones        | -                   |         |
| 2013–14   | 1        | Ligaen       | 1        | Campeones        | -                   |         |
| 2014–15   | 1        | Ligaen       | 1        | Subcampeones     | Eurochallenge       | Last 16 |
| 2015–16   | 1        | Basketligaen | 2        | Campeones        | 3 FIBA Europe Cup   | R32     |
| 2016–17   | 1        | Basketligaen | 1        | Semifinalista    | 3 Champions League  | RS      |
| 2017–18   | 1        | Basketligaen | 1        | Campeones        | 3 Champions League  | QR2     |
| 2017–18   | 1        | Basketligaen | 1        | Campeones        | 4 FIBA Europe Cup   | SF      |
| 2018–19   | 1        | Basketligaen | 1        | Cuartos de final | 3 Champions League  | QR2     |
| 2018–19   | 1        | Basketligaen | 1        | Cuartos de final | 4 FIBA Europe Cup   | QF      |

## Palmarés
- Ligaen
  - Campeón (21): 1996/97, 1998/99, 1999/00, 2000/01, 2003/04, 2004/05, 2006/07, 2007/08, 2008/09, 2010/11, 2011/12, 2012/13, 2013/14, 2016/17, 2017/18, 2018/19, 2019/20, 2020/21, 2021–22, 2022–23 (ABF: 1957/58)
  - Subcampeón (8): 1962/63, 1964/65, 1989/90, 1997/98, 2002/03. 2005/2006, 2009/10 (ABF: 1958/59)

- Copa Danesa
  - Campeón (15): 1999, 2000, 2003, 2004, 2006, 2008, 2009, 2010, 2011, 2013, 2016, 2018, 2020, 2021, 2023
  - Subcampeón (7): 1980, 1995, 2002, 2005, 2012, 2014, 2022

## Jugadores destacados
| - Hristo Petkov - Randy Nohr - Marvell Waithe - Jonas Bergstedt - Mads Bloch - Karsten Dorph - Ole Dreyer - Peter Dreyer - Søren Ege Qwist - Poul Jespersen - Christian Lindberg - Claus Martinsen - Frederik Nielsen - Chris Nielsen - Per Pedersen - Rasmus Soby Dalboge - Steffen Wich - Carles Bivià - Finn Rebassoo - Kaido Saks | - Mike Dejworek - Philip Dejworek - Guðni Valentínusson - Tomas Kapacinskas - Michel Diogoye Diouf - Mladen Mitić - Maurice Acker - Joshua Alexander - Kenny Barker - Eric Bell - Anthony Brown - Karron Clarke - Tedaryl Fason - Chad Gray - Joseph Harris - Andre Heard - Semaj Inge - Torre Johnson - Brendan McKillop - Jamar Nutter | - Marek Ondera - Charles Parker - Brandon Penn - Peter Philo - Darryl Proctor - Roburt Sallie - Jeff Schiffner - Jason Siggers - Jahmar Thorpe - Chad Tomko - Nate Williams - Craig Pedersen - Quincy Okolie - Isaac King - Charles Burgess - Orane Chin |